# Kadagathur, Madhugiri
Kadagathur là một làng thuộc tehsil Madhugiri, huyện Tumkur, bang Karnataka, Ấn Độ.